# Nidaros Futsal 2011-2012
Questa voce raccoglie le informazioni riguardanti il Nidaros Futsal nelle competizioni ufficiali della stagione 2011-2012.

## Stagione
Il Nidaros ha chiuso la stagione al 6º posto finale, esattamente come accaduto al termine del campionato precedente.

## Rosa
| N° | Naz.                | Ruolo | Sportivo           | Anno     |  |  |
| -- | ------------------- | ----- | ------------------ | -------- |  |  |
|    | Norvegia (bandiera) | LAT   | Jonas Edvardsen    | 09.12.88 |  |  |
|    | Norvegia (bandiera) | DIF   | Stian Reinertsen   | 01.04.78 |  |  |
|    | Norvegia (bandiera) | UNI   | Julien Le Bozec    | 30.06.87 |  |  |
|    | Norvegia (bandiera) | PIV   | Christian Leirvik  | 28.20.87 |  |  |
|    | Norvegia (bandiera) |       | Thor Eide          |          |  |  |
|    | Norvegia (bandiera) |       | Rune Kalland       |          |  |  |
|    | Norvegia (bandiera) |       | André Larsen       |          |  |  |
|    | Norvegia (bandiera) |       | Sindre Sjøbakk     |          |  |  |
|    | Norvegia (bandiera) |       | Runar Skippervik   |          |  |  |
|    | Norvegia (bandiera) |       | Christoffer Søndbø |          |  |  |
|    | Norvegia (bandiera) |       | Anders Stenberg    |          |  |  |

## Risultati

### Eliteserie

#### Girone di andata
| Oslo 2 dicembre 2011, ore 20:15 1ª giornata | Nidaros      | 5 – 3 referto | Solør | Ekeberg Idrettshall C\| Arbitro: \| Rafiq (Oslo) \| |
| Arbitro:                                    | Rafiq (Oslo) |               |       |                                                     |

| Oslo 3 dicembre 2011, ore 13:30 2ª giornata | Horten  | 5 – 4 referto | Nidaros | KFUM-Hallen\| Arbitro: \| Iversen \| |
| Arbitro:                                    | Iversen |               |         |                                      |

| Oslo 4 dicembre 2011, ore 14:30 3ª giornata | KFUM Oslo | 5 – 2 referto | Nidaros | KFUM-Hallen\| Arbitro: \| Iversen \| |
| Arbitro:                                    | Iversen   |               |         |                                      |

| Tiller 14 gennaio 2012, ore 12:00 4ª giornata | Nidaros  | 6 – 6 referto | Kongsvinger | KVT Hallen\| Arbitro: \| Sandberg \| |
| Arbitro:                                      | Sandberg |               |             |                                      |

| Fyllingsdalen 28 gennaio 2012, ore 18:15 5ª giornata | Nidaros   | 5 – 5 referto | Holmlia | Framohallen B\| Arbitro: \| Eidhammer \| |
| Arbitro:                                             | Eidhammer |               |         |                                          |

| Tiller 4 febbraio 2012, ore 19:00 6ª giornata | Nidaros | 0 – 6 referto | Vegakameratene | KVT Hallen\| Arbitro: \| Krokdal \| |
| Arbitro:                                      | Krokdal |               |                |                                     |

| Fyllingsdalen 28 gennaio 2012, ore 13:00 7ª giornata | Høllen       | 3 – 3 referto | Nidaros | Framohallen A\| Arbitro: \| Rafiq (Oslo) \| |
| Arbitro:                                             | Rafiq (Oslo) |               |         |                                             |

| Tiller 13 gennaio 2012, ore 20:00 8ª giornata | Nidaros | 3 – 4 referto | Tiller | KVT Hallen\| Arbitro: \| Krokdal \| |
| Arbitro:                                      | Krokdal |               |        |                                     |

| Fyllingsdalen 29 gennaio 2012, ore 12:45 9ª giornata | Vadmyra   | 0 – 6 referto | Nidaros | Framohallen B\| Arbitro: \| Rønningen \| |
| Arbitro:                                             | Rønningen |               |         |                                          |

#### Girone di ritorno
| Stjørdal 18 febbraio 2012, ore 13:00 10ª giornata | Nidaros | 4 – 6 referto | Høllen | Stjørdalshallen B\| Arbitro: \| Ølmheim \| |
| Arbitro:                                          | Ølmheim |               |        |                                            |

| Tiller 18 febbraio 2012, ore 20:00 11ª giornata | Tiller  | 4 – 6 referto | Nidaros | KVT Hallen\| Arbitro: \| Krokdal \| |
| Arbitro:                                        | Krokdal |               |         |                                     |

| Stjørdal 18 febbraio 2012, ore 18:15 12ª giornata | Nidaros  | 7 – 3 referto | Vadmyra | Stjørdalshallen B\| Arbitro: \| Pedersen \| |
| Arbitro:                                          | Pedersen |               |         |                                             |

| Kongsvinger 4 marzo 2012, ore 14:15 13ª giornata | Kongsvinger  | 4 – 4 referto | Nidaros | Tråstadhallen\| Arbitro: \| Rafiq (Oslo) \| |
| Arbitro:                                         | Rafiq (Oslo) |               |         |                                             |

| Stjørdal 19 febbraio 2012, ore 17:15 14ª giornata | Holmlia  | 5 – 9 referto | Nidaros | Stjørdalshallen A\| Arbitro: \| Sandberg \| |
| Arbitro:                                          | Sandberg |               |         |                                             |

| Brønnøysund 25 febbraio 2012, ore 11:00 15ª giornata | Vegakameratene | 6 – 2 referto | Nidaros | Brønnøyhallen\| Arbitro: \| Krokdal \| |
| Arbitro:                                             | Krokdal        |               |         |                                        |

| Oslo 24 marzo 2012, ore 11:45 16ª giornata | Solør         | 4 – 6 referto | Nidaros | Ekeberg Idrettshall B\| Arbitro: \| Thorsø Hansen \| |
| Arbitro:                                   | Thorsø Hansen |               |         |                                                      |

| Oslo 24 marzo 2012, ore 16:30 17ª giornata | Nidaros  | 2 – 4 referto | Horten | Ekeberg Idrettshall B\| Arbitro: \| Pedersen \| |
| Arbitro:                                   | Pedersen |               |        |                                                 |

| Oslo 25 marzo 2012, ore 20:00 18ª giornata | Nidaros | 1 – 2 referto | KFUM Oslo | Ekeberg Idrettshall B\| Arbitro: \| Hussain \| |
| Arbitro:                                   | Hussain |               |           |                                                |